# Anita Otto
Anita Otto z domu Hentschel (ur. 12 grudnia 1942 w Löbnitz, zm. 18 kwietnia 2019 w Kaufungen) – niemiecka lekkoatletka, dyskobolka, medalistka mistrzostw Europy w 1966. W czasie swojej kariery reprezentowała Niemiecką Republikę Demokratyczną.
Zdobyła brązowy medal w rzucie dyskiem na mistrzostwach Europy w 1966 w Budapeszcie.
Na igrzyskach olimpijskich w 1968 w Meksyku zajęła 4. miejsce w finale.
Była mistrzynią NRD w rzucie dyskiem w 1965 i 1966, wicemistrzynią w 1964 i 1967 oraz brązową medalistką w 1963, 1968 i 1969.
Dwukrotnie poprawiała rekord NRD w rzucie dyskiem do rezultatu 59,02 m (30 maja 1966 w Chociebużu).